# うさぎ座T星
うさぎ座T星 (うさぎざTせい、T Leporis, T Lep) は、太陽系から約1,060光年離れた、うさぎ座の領域にある変光星。
変光星としてはミラ型変光星に分類され、恒星の進化では漸近巨星分枝 (AGB) の段階にある。周期約368日、7.4 - 14.3等の振幅で変光している。長周期のミラ型変光星に特徴的な、水酸基ラジカルのメーザーを放出し、赤外線領域で明るい「OH/IR星」に分類されている。うさぎ座T星は膨張のたびに星間空間に分子や塵を放出しており、毎年地球の質量に相当する質量を失っている。
2014年12月、鹿児島大学の中川亜紀治らの研究チームは、2003年から2006年にかけて行われた国立天文台VERAを用いた水メーザーのモニター観測の結果から、うさぎ座T星について、年周視差3.06 ± 0.04 ミリ秒、太陽系から距離327 ± 4 パーセク、固有運動27.63 km/秒 と算出したとする研究結果を発表した。この年周視差は、2020年に公表されたガイア計画の第3回早期データリリースの値3.0856 ± 0.1029 ミリ秒と誤差の範囲で一致しており、極めて高い精度であった。また同研究チームはこの値を用いて、ミラ型変光星の周期-光度関係を以下の計算式で得られるとしている。
{\displaystyle M_{\mathrm {K} }=-3.51\log _{10}P+1.37\pm 0.07} （MKはKバンドの絶対等級、P は変光周期）

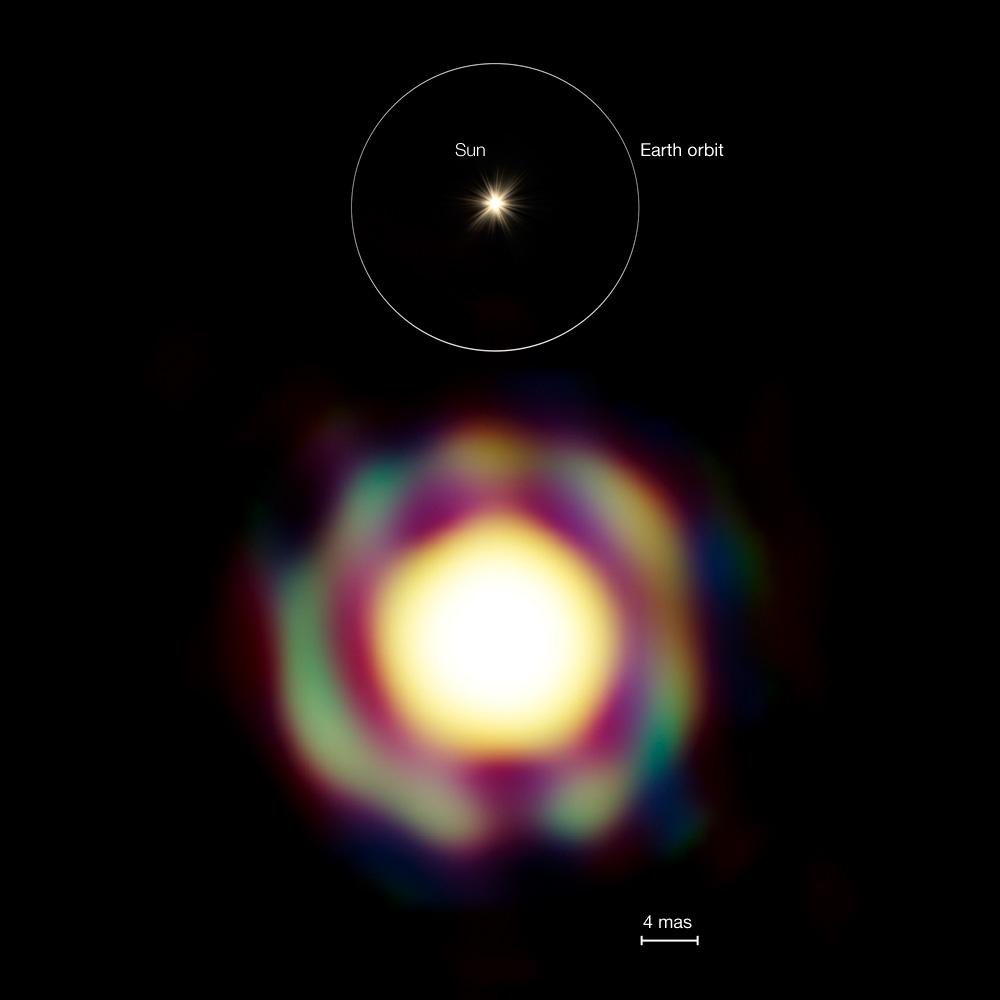
2009年、ヨーロッパ南天天文台 (ESO) の超大型望遠鏡VLTを用いたVLT干渉計 (VLTI) によって撮像されたうさぎ座T星。太陽-地球の公転軌道と比較しているが、撮像当時はうさぎ座T星までの距離は約500光年と推定されていたため、実際にはこの比較のおよそ2倍の大きさとなる。